# Banff Airport
Banff Airport är en flygplats i Kanada.   Den ligger i provinsen Alberta, i den centrala delen av landet, 3 000 km väster om huvudstaden Ottawa. Banff Airport ligger 1 399 meter över havet.
Terrängen runt Banff Airport är huvudsakligen bergig, men åt sydväst är den kuperad. Banff Airport ligger nere i en dal.Närmaste större samhälle är Banff, 4,0 km sydväst om Banff Airport. 
I omgivningarna runt Banff Airport växer i huvudsak barrskog. Runt Banff Airport är det mycket glesbefolkat, med 7 invånare per kvadratkilometer.